# Per spoor (Kedeng kedeng)
Per spoor (Kedeng kedeng) is een nummer van Guus Meeuwis & Vagant uit 1996.

## Inhoud
In het lied gaat Meeuwis met de trein naar zijn vriendin. Omdat de trein over het spoor rijdt, klinkt dit als "Kedeng Kedeng".
In het begin baalt Guus ervan dat de trein maar liefst 10 minuten vertraging had, omdat hij deze tijd het liefst met zijn vriendin zou doorbrengen.  
Onderweg in de trein overkomen hem verscheidene dingen. Zo wordt hij bijvoorbeeld aangesproken op het feit dat zijn voeten op de bank zijn geplaatst, wat, hoewel Guus de hele bank voor hem alleen had, toch niet de bedoeling is. Vanuit de trein ontdekt hij de wereld, en plaatsen die nieuw voor hem zijn. Guus is onder de indruk van de discipline en het harde werk van de trein. Ook wordt hem iets te drinken aangeboden, wat hij in eerste instantie niet had verwacht. Alhoewel hij dorst heeft, neemt hij toch niets te drinken omdat de trein op zijn bestemming aankomt. Vanaf dat moment loert hij alvast naar buiten, op zoek naar zijn vriendin. Eenmaal op zijn bestemming verwacht hij zijn lief, zijn vriendin op het perron, maar helaas is ze niet aanwezig, wat leidt tot groot verdriet bij Guus. Tenminste, zo lijkt het. Snel genoeg wordt het echter duidelijk dat zijn lief een fopje uithaalde. Zij had zich namelijk voor komisch effect achter een pilaar verscholen, ter verwarring van Guus Meeuwis. Eenmaal herenigd op het perron vertrekt de trein weer, in hetzelfde ritme dat Meeuwis en zijn lief de hele nacht doorgaan (een referentie naar geslachtsgemeenschap).
Het lied vertoont inhoudelijk enkele overeenkomsten met het lied Another 45 Miles van de Nederlandse rockband Golden Earring.

## Waardering
Het lied was een Alarmschijf en heeft in navolging van zijn debuutsingle "Het is een nacht... (Levensecht)" op nummer 1 gestaan in zowel de Nederlandse Top 40 als de Mega Top 50. In de Vlaamse Ultratop 50 kwam het tot de vijfde plaats.

## Varia
De Dikke Lul Band bracht begin 1996 het nummer Per stoep (Lekker ding, lekker ding) uit als pikante persiflage. Meeuwis vond de persiflage schadelijk voor zijn imago. Onder druk van een kort geding zegde De Dikke Lul Band toe de singles uit de handel te halen. Op 10 april 2021 bracht Meeuwis in het satirisch televisieprogramma Even tot hier onder de titel Da's Herman Tjeenk een humoristische variant op Per Spoor gewijd aan de als informateur bij kabinetsformaties al tientallen jaren steeds opnieuw ‘doordenderende’ Herman Tjeenk Willink.

## Hitnoteringen

### Nederlandse Top 40
| Hitnotering: 24-02-1996 t/m 01-06-1996 | Hitnotering: 24-02-1996 t/m 01-06-1996 | Hitnotering: 24-02-1996 t/m 01-06-1996 | Hitnotering: 24-02-1996 t/m 01-06-1996 | Hitnotering: 24-02-1996 t/m 01-06-1996 | Hitnotering: 24-02-1996 t/m 01-06-1996 | Hitnotering: 24-02-1996 t/m 01-06-1996 | Hitnotering: 24-02-1996 t/m 01-06-1996 | Hitnotering: 24-02-1996 t/m 01-06-1996 | Hitnotering: 24-02-1996 t/m 01-06-1996 | Hitnotering: 24-02-1996 t/m 01-06-1996 | Hitnotering: 24-02-1996 t/m 01-06-1996 | Hitnotering: 24-02-1996 t/m 01-06-1996 | Hitnotering: 24-02-1996 t/m 01-06-1996 | Hitnotering: 24-02-1996 t/m 01-06-1996 | Hitnotering: 24-02-1996 t/m 01-06-1996 | Hitnotering: 24-02-1996 t/m 01-06-1996 |
| Week                                   | 1                                      | 2                                      | 3                                      | 4                                      | 5                                      | 6                                      | 7                                      | 8                                      | 9                                      | 10                                     | 11                                     | 12                                     | 13                                     | 14                                     | 15                                     |                                        |
| -------------------------------------- | -------------------------------------- | -------------------------------------- | -------------------------------------- | -------------------------------------- | -------------------------------------- | -------------------------------------- | -------------------------------------- | -------------------------------------- | -------------------------------------- | -------------------------------------- | -------------------------------------- | -------------------------------------- | -------------------------------------- | -------------------------------------- | -------------------------------------- | -------------------------------------- |
| Positie                                | 6                                      | 1                                      | 1                                      | 1                                      | 1                                      | 2                                      | 2                                      | 2                                      | 5                                      | 8                                      | 9                                      | 16                                     | 21                                     | 31                                     | 40                                     | uit                                    |

### Mega Top 50
| Hitnotering: 24-02-1996 t/m 08-06-1996 | Hitnotering: 24-02-1996 t/m 08-06-1996 | Hitnotering: 24-02-1996 t/m 08-06-1996 | Hitnotering: 24-02-1996 t/m 08-06-1996 | Hitnotering: 24-02-1996 t/m 08-06-1996 | Hitnotering: 24-02-1996 t/m 08-06-1996 | Hitnotering: 24-02-1996 t/m 08-06-1996 | Hitnotering: 24-02-1996 t/m 08-06-1996 | Hitnotering: 24-02-1996 t/m 08-06-1996 | Hitnotering: 24-02-1996 t/m 08-06-1996 | Hitnotering: 24-02-1996 t/m 08-06-1996 | Hitnotering: 24-02-1996 t/m 08-06-1996 | Hitnotering: 24-02-1996 t/m 08-06-1996 | Hitnotering: 24-02-1996 t/m 08-06-1996 | Hitnotering: 24-02-1996 t/m 08-06-1996 | Hitnotering: 24-02-1996 t/m 08-06-1996 | Hitnotering: 24-02-1996 t/m 08-06-1996 | Hitnotering: 24-02-1996 t/m 08-06-1996 |
| Week                                   | 1                                      | 2                                      | 3                                      | 4                                      | 5                                      | 6                                      | 7                                      | 8                                      | 9                                      | 10                                     | 11                                     | 12                                     | 13                                     | 14                                     | 15                                     | 16                                     |                                        |
| -------------------------------------- | -------------------------------------- | -------------------------------------- | -------------------------------------- | -------------------------------------- | -------------------------------------- | -------------------------------------- | -------------------------------------- | -------------------------------------- | -------------------------------------- | -------------------------------------- | -------------------------------------- | -------------------------------------- | -------------------------------------- | -------------------------------------- | -------------------------------------- | -------------------------------------- | -------------------------------------- |
| Positie                                | 9                                      | 1                                      | 1                                      | 1                                      | 1                                      | 1                                      | 2                                      | 2                                      | 5                                      | 5                                      | 9                                      | 10                                     | 21                                     | 26                                     | 34                                     | 48                                     | uit                                    |

### NPO Radio 2 Top 2000
| Nummer met noteringen in de NPO Radio 2 Top 2000 | '99  | '00-'01 | '02  | '03  | '04  | '05  | '06 | '07  | '08  | '09  | '10  | '11  | '12  | '13  | '14  | '15  | '16-'17 | '18  | '19  | '20-'23 | '24  |
| ------------------------------------------------ | ---- | ------- | ---- | ---- | ---- | ---- | --- | ---- | ---- | ---- | ---- | ---- | ---- | ---- | ---- | ---- | ------- | ---- | ---- | ------- | ---- |
| Per spoor (Kedeng kedeng)                        | 1396 | -       | 1646 | 1510 | 1397 | 1026 | 992 | 1187 | 1199 | 1085 | 1218 | 1267 | 1498 | 1403 | 1854 | 1842 | -       | 1752 | 1909 | -       | 1936 |

1. ↑  Een '-' betekent dat het nummer niet was genoteerd en een vetgedrukt getal geeft de hoogste notering aan.